# Bootanomyia smaragdus
Bootanomyia smaragdus är en stekelart som först beskrevs av Girault 1915.  Bootanomyia smaragdus ingår i släktet Bootanomyia och familjen gallglanssteklar. Inga underarter finns listade.